# Odontozineus
Odontozineus is een kevergeslacht uit de familie van de boktorren (Cerambycidae). De wetenschappelijke naam van het geslacht werd voor het eerst geldig gepubliceerd in 2009 door Monné.

## Soorten
Odontozineus is monotypisch en omvat slechts de volgende soort:
- Odontozineus penicillatus Monné, 2009